# Дадиановы
Дадиановы (от Дадиан/Дадиани груз. დადიანი) — российский княжеский род грузинского происхождения.

## Происхождение и история рода
Вардан-Дадиани начальник придворной прислуги грузинской царицы Тамары, получил наследственный сан эристава (губернатора) Мингрелии. Его потомок — Георгий Дадиани († 1323), пользуясь смутами в Грузии, объявил (около 1320) себя независимым владетелем в бывшем губернаторстве, оставив это владение, сыну своему Мамии, в наследство (1323). При его сыне — Дадиани Георгии, Мингрелия снова подпала под власть Грузии.
Правнук Георгия — Липарит Дадиани освободил Мингрелию из-под зависимости Грузии (1414) и владели княжеством бесспорно (до 1695). В исходе XVII века в Мингрелии возникли смуты и князья Дадиановы выехали в Россию приняв российское подданство, а Мингрелией овладел Кацо-Чикуани, который из бедного сванетского дворянина сделался независимым владетелем Мингрелии и родоначальником князей Дадианов-Мингрельских, владевших этой областью до присоединения к Российской империи (1803).
Князья Дадиановы, получив поместья в России, совершенно обрусели и при утверждении VI части Гербовника, внесены в число родов российско-княжеских (23 июня 1801).
Родоначальником российской ветви является князь Георгий (Егор, Юрий) Леванович  (Леотньевич) Дадиани (Дадианов), сын Левана IV Дадиани — последнего владетеля Мегрелии из первой династии, свергнутой Кацией Чиковани. Князь Георгий, когда по грамоте императора Петра I, царь Арчил Вахтангович прибыл в Россию (1700), находился в свите его и остался в подданстве России.
Род существующий.

## Описание гербов

#### Герб. Часть VI. № 2.
Герб князей Дадиановых-Имеретинских: Щит, разделён на четыре части, между которыми, в середине, золотой крест. В первой части — в золотом поле овен, идущий по земле налево. Во второй части — в красном поле всадник на белом коне, скачущий вправо, поражает копьем дракона (герб Грузии). В третьей части — в серебряном поле три копья, на коих положены меч и красное знамя. В четвёртой части — в лазоревом поле плывущий влево золотой корабль с распущенными парусами.
Щит помещён на развернутой княжеской мантии и увенчан княжеской шапкой.

#### Герб. Часть XIII. № 2.
Герб князя Андрея Дадиан-Мингрельского: в голубом щите, на золотой траве, золотой с красными желудями дуб, на нём на красной ленте повешено золотое руно с красными рогами и копытами. Перед дубом золотой дракон с красными глазами и хвостом, извергающий красное пламя. Над щитом серебряный с золотыми украшениями шлем со стрелой и кольчугой, коронованный золотой короной. Нашлемник: золотое крыло дракона. Намёт: голубой с золотом. Девиз <<HOC HOLITANGERE>> золотом на голубой ленте. Герб украшен красной, подбитой горностаем, мантией с золотыми кистями и бахромой и увенчан княжеской короной.